# Campeonato Mundial de Boxeo Aficionado de 2009
El XV Campeonato Mundial de Boxeo Aficionado se celebró en Milán (Italia) entre el 1 y el 12 de septiembre de 2009 bajo la organización de la Asociación Internacional de Boxeo (AIBA) y la Federación Italiana de Boxeo Aficionado.
Las competiciones se realizaron en el Mediolanum Forum de la ciudad lombarda.

## Medallistas
| Evento               | Oro                              | Plata                          | Bronce                                                     |
| -------------------- | -------------------------------- | ------------------------------ | ---------------------------------------------------------- |
| Minimosca (48 kg)    | Pürevdordzhiin Serdamba Mongolia | David Airapetian · Rusia       | Li Jiazhao China Shin Jong-Hun Corea del Sur               |
| Mosca (51 kg)        | McWilliams Arroyo Puerto Rico    | Nyambayaryn Tögstsogt Mongolia | Ronny Beblik · Alemania Mijail Aloyan · Rusia              |
| Gallo (54 kg)        | Detelin Dalakliev Bulgaria       | Eduard Abzalimov · Rusia       | Yankiel León Alarcón · Cuba John Joseph Nevin · Irlanda    |
| Pluma (57 kg)        | Vasyl Lomachenko · Ucrania       | Serguei Vodopianov · Rusia     | Óscar Valdez · México Bahodirjon Sultonov · Uzbekistán     |
| Ligero (60 kg)       | Domenico Valentino · Italia      | José Pedraza Puerto Rico       | Koba Pjakadze · Georgia Albert Selimov · Rusia             |
| Superligero (64 kg)  | Roniel Iglesias Sotolongo · Cuba | Frankie Gómez Estados Unidos   | Uranchimeguiin Mönj-Erdene · Mongolia Gyula Káté · Hungría |
| Wélter (69 kg)       | Jack Culcay-Keth · Alemania      | Andrei Zamkovoi · Rusia        | Botirjon Mahmudov · Uzbekistán Serik Sapiyev · Kazajistán  |
| Medio (75 kg)        | Abbos Atoev Uzbekistán           | Andranik Hakobian Armenia      | Vijender Kumar · India Alfonso Blanco Parra · Venezuela    |
| Semipesado (81 kg)   | Artur Beterbiyev · Rusia         | Elshod Rasulov Uzbekistán      | José Laurdet Gómez · Cuba Abdelkader Bouhénia · Francia    |
| Pesado (91 kg)       | Yegor Mejontsev · Rusia          | Osmai Acosta Duarte · Cuba     | John M'Bumba · Francia Olexandr Usyk · Ucrania             |
| Superpesado (+91 kg) | Roberto Cammarelle · Italia      | Roman Kapitonenko · Ucrania    | Viktar Zuyeu · Bielorrusia Zhang Zhilei · China            |

## Medallero
| Núm. | País           | Oro | Plata | Bronce | Total |
| ---- | -------------- | --- | ----- | ------ | ----- |
| 1    | Rusia          | 2   | 4     | 2      | 8     |
| 2    | Italia         | 2   | 0     | 0      | 2     |
| 3    | Cuba           | 1   | 1     | 2      | 4     |
| 3    | Uzbekistán     | 1   | 1     | 2      | 4     |
| 5    | Mongolia       | 1   | 1     | 1      | 3     |
| 5    | Ucrania        | 1   | 1     | 1      | 3     |
| 7    | Puerto Rico    | 1   | 1     | 0      | 2     |
| 8    | Alemania       | 1   | 0     | 1      | 2     |
| 9    | Bulgaria       | 1   | 0     | 0      | 1     |
| 10   | Armenia        | 0   | 1     | 0      | 1     |
| 10   | Estados Unidos | 0   | 1     | 0      | 1     |
| 12   | China          | 0   | 0     | 2      | 2     |
| 12   | Francia        | 0   | 0     | 2      | 2     |
| 14   | Bielorrusia    | 0   | 0     | 1      | 1     |
| 14   | Corea del Sur  | 0   | 0     | 1      | 1     |
| 14   | Georgia        | 0   | 0     | 1      | 1     |
| 14   | Hungría        | 0   | 0     | 1      | 1     |
| 14   | India          | 0   | 0     | 1      | 1     |
| 14   | Irlanda        | 0   | 0     | 1      | 1     |
| 14   | Kazajistán     | 0   | 0     | 1      | 1     |
| 14   | México         | 0   | 0     | 1      | 1     |
| 14   | Venezuela      | 0   | 0     | 1      | 1     |
|      | TOTAL          | 11  | 11    | 22     | 44    |